# Farma R.A.K. (2. řada)
Druhá řada amerického seriálu Farma R.A.K. byla vysílána na americké televizní stanici Disney Channel od 1. června 2012 do 26. dubna 2013. Řada má celkem 21 dílů.

## Hlavní postavy
- China Anne Mcclain jako Chyna Parks
- Sierra McCormick jako Olivke Doyle
- Jake Short jako Fletcher Quimby
- Stefanie Scott jako Lexi Reed
- Carlon Jeffery jako Cameron Parks

- Carlon Jeffery chyběl zatím ve dvou dílech (2x07, 2x13)

## Seznam dílů
| Č. v seriálu | Č. v sérii | Originální název             | Český název            | Premiéra v USA     | Premiéra v ČR      | Režie                  | Scénář                            |
| --- | ---------- | ---------------------------- | ---------------------- | ------------------ | ------------------ | ---------------------- | --------------------------------- |
| 27 | 1          | creative consultANT          | Kreativní konzultantka | 1. června 2012     | 17. listopadu 2012 | Rich Correll           | Dan Signer & Jeny Quine           |
| Do školy přichází herecká senzace Sequoia aby nabral inspiraci pro její nový film. Film bude o hudebně nadané dívce. Když se o tom dozvídá Chyna, nabízí Sequoia aby nabrala inspiraci z ní, jelikož ona je hudebně nadanou dívkou. Sequoia ji vezme za slovo a začne jí pozorovat při každé činnosti. Brzy Chyna zjišťuje, že se jí Sequoia snaží ukrást identitu. Mezitím se snaží dostat Fletcher a Cameron na dětský film, jenže v kině je taky Lexi, a tak před ní hrají, že jdou na horor. Nakonec jsou opravdu nuceni na horor jít, protože za to, že chtěli jít na dětský film se stydí. Speciální hostující hvězda: Zendaya jako Sequoia Píseň: DNA |            |                              |                        |                    |                    |                        |                                   |
| 28 | 2          | infANT                       | MiniRAK                | 1. června 2012     | 1. prosince 2012   | Adam Weissman          | Jeny Quine & Dan Signer           |
| Ředitelka Skidmorová přináší do programu R.A.K. malé dítě s tím, že je to nový rak, který však ještě nemá objevený žádný talent. Žádá ostatní raky, aby jeho talent našli. Chyna však protestuje, protože se jí zdá nesmyslné, aby chodilo tak malé dítě na střední školu už od teď a neužívalo si dětství. Když se ještě navíc Sebastian ztratí, Chyna je přesvědčená že škola není vůbec pro také malé dítě. Poté, co ho najde, ho odnáší domů. Co ale ostatní řeknou ředitelce? Poté, co Chyna vyčítá ředitelce, že tak malé dítě do programu nesmí se Skidmorová přiznává, že Sebastian nebyl nový rak,ale její synovec, kterého se jí nechtělo hlídat a tak ho nechala v programu R.A.K. pod záminkou že novým rakem. Cameron zatím žárli na Anguse, který mu naříká, že po něm Lexi jede. Ve skutečnosti ale Lexi chce jenom opravit počítač.                                                                                           |            |                              |                        |                    |                    |                        |                                   |
| 29 | 3          | fANTasy girl                 | Výplod fantazie        | 8. června 2012     | 13. října 2012     | Adam Weissman          | Tim Pollock & Jeff Hodsden        |
| Ve škola se objevuje nová Holka Jeanna, která okouzlí Camerona. Pozve ji na ples, který se ve škole koná. Poté se ukazuje, že Jeana není skutečná, jenom výplod jeho fantazie. Chyna a Olivka mezitím prodají Fletcheorvi obrazy aby vydělali na záchranu taneční školy. Podařilo se je ale předat jen tehdy, až řekli, že Fletcher je mrtvý uměle. Když se ale kupec objevuje na plese, kde je taky Fletcher dostává se Chyna a Olivka do problému. Speciální hostující hvězda: Vanessa Morgan jako Jeanna Píseň: Dancing by Myself |            |                              |                        |                    |                    |                        |                                   |
| 30 | 4          | modeling assignmANT          | Modelka                | 22. června 2012    | 20. října 2012     | Sean McNamara          | Mark Jordan Legan & Stephen Engel |
| Cameron zjišťuje, že jeho vymyšlená holka Jeanna vážně existuje, jenže se nejmenuje Jeanna ale je to modelka z Kanady jménem Vanessa. Chyna ve snaze pomoct bratrovi zavolá Vanessu do školy. Jelikož Vanesa je krátko po operaci očí, nic nevidí, protože má obvázané oči, tak jí Chyna Camerona vykreslí jako úžasného svalovce, aby se jí zalíbil. Obvazy však půjdou brzy dole, a co bude pak? Lexi mezitím pracuje v nové restauraci, kterou vlastní „Hroch“. Olivka a Fletcher jsou odhodlaní Lexi práci trocha znepříjemnit… Speciální hostující hvězda: Vanessa Morgan jako Vanessa Poznámka: tato epizoda je pokračováním epizody "Výplod fantazie" |            |                              |                        |                    |                    |                        |                                   |
| 31 | 5          | ANTswers                     | RAKternet              | 29. června 2012    | 3. listopadu 2012  | Sean McNamara          | Dan Signer & Jeny Quine           |
| Když ředitelka Skidmorová díky Chyně zruší škole přístup na internet, celá škola je na ní naštvaná, protože v dnešní době děti prosto bez internetu nemohou žít. Chyna dostává nápad zřídit něco jako RAKternet. Olivka bude všem podávat informace, Chyna bude reprodukovat hudbu a Fletcher potřebné obrázky. Od internetu se Chyna, Olivka a Fletcher dostávají k jinému problému. Paisley je smutná z toho, že se její rodiče pořád hádají. Chyna a její kamarádi se rozhodnou Paisley s tímto problémem pomoct. Mezitím Lexi namluví Cameronovi, že Vanesa je mimozemšťanka. Poté, co Cameron slyší mluvit Vanessu s její mámou o tom, že má novou práci, a že je z ciziny nevadí, si Cameron vážně začíná myslet, že je z jiné planety. Ve skutečnosti je ale z Kanady. Speciální hostující hvězda: Vanessa Morgan jako Vanessa |            |                              |                        |                    |                    |                        |                                   |
| 32 | 6          | the ANTagonist               | Ze života raků         | 6. července 2012   | 17. listopadu 2012 | Victor Gonzalez        | Jeff Hodsden & Tim Pollock        |
| Fletcherův první animovaný film je sice nakreslený úžasně, no jeho téma je hrozná. Proto se Fletcher zaměří spíš na komediální žánr a udělá úžasnou komedii v hlavní roli s Olivkou. Olivka je ve filmu však tak zesměšněná že se jí to pořádně dotkne. Tak se mezi Fletcherem a Olivkou vytvoří veliké napětí, které vede k sérii hádek. Chyna zůstává uprostřed. Mezitím si Cameron uvědomuje, že Vanessa je příliš krásná a tak se po ní kouká mnoho kluků. Proto se Cameron začne vyhýbat místům, kde jsou kluci a Vanessu vodí na holčičí místa, jako jsou manikúra nebo hodina jógy. Vanessa si však myslí, že Cameron chodí na takové místa proto, aby očumoval jiné holky a tak dochází k rozchodu. Speciální hostující hvězda: Vanessa Morgan jako Vanessa |            |                              |                        |                    |                    |                        |                                   |
| 33 | 7          | endurANTs                    | Račí olympiáda         | 13. července 2012  | 5. ledna 2013      | Victor Gonzalez        | Jeny Quine & Dan Signer           |
| Lexi a Paisley přicházejí na dovolenou do Austrálie, kde potkávají taky raky, kteří se tady zúčastňují olympiády všech raků z celého světa. Na Olympiádě Chyna potkává Nevilla. Odvážného bojovníka, který právě přešel dlouhou cestu v kruté poušti „proměnu chlapce v muže“. Fletcher začíná žárlit a uvědomuje si, že ho každý bere za tintítko. Je odhodlaný podstoupit cestu v poušti. Když se Chyna s Olivkou a zbylými raky dozvídají, že Fletcher zůstal sám v poušti bojovat o holý život, okamžitě ho jdou hledat. Sami však zabloudí a jsou napadeni pštrosy. Nakonec je zachrání sám Fletcher, který přežil a na překvapení všech se stal silným hrdinou. Chyna si uvědomuje, že se jí začíná líbit. Paisley a Lexi se zúčastňují olympiády v převlečení za raky, jelikož pravý raci uvízli v poušti. Chybí: Carlon Jeffery jako Cameron Parks Speciální hostující hvězda: Billy Unger jako Neville                               |            |                              |                        |                    |                    |                        |                                   |
| 34 | 8          | amusemANT park               | Zábavný park           | 20. července 2012  | 22. prosince 2012  | Victor Gonzalez        | Mark Jordan Legan & Stephen Engel |
| Raci tráví den v zábavném parku. Olivka byla přinucena svojí mámou, aby dala své staré panenky na charitu, no když se koná soutěž krásy panenek, rozhodne se své panenky tímto způsobem zachránit. Soutěže se zúčastňuje i Lexi a Paisley. Chyna a Cameron minou v parku všechny peníze. Jelikož jejich máma očekává, že domů přinesou zbylé peníze, otevírají si vlastní stánek aby peníze vydělali zpět. Plán jim však nabourá malá holčička, která všechno vyhraje. Fletcher a Angus mezitím pořád dokola navštěvují horskou dráhu, protože každý snímek pořízený na dráze je hrozný. Fletcher je odhodlaný chodit na dráhu až do té doby, než bude jeho fotka dobrá… |            |                              |                        |                    |                    |                        |                                   |
| 35 | 9          | contestANTs                  | Pocta přátelství       | 10. srpna 2012     | 26. ledna 2013     | Victor Gonzalez        | Dan Signer & Jeny Quine           |
| Chyna objevuje v zábavném parku kytaru, kterou za každou cenu chce, no nemá na ni peníze. Proto se s Olivkou přihlašují do talentové soutěže „Pocta přátelství“. Jedna skupina však musí mít tři členy. Žádají tedy Anguse, no ten se zároveň přidá do skupiny s Lexi a Paisley, které soutěží také. Když se Angus zraní, oba týmy mají jenom dva členy a tak se dohodnou, že by se měli spojit. Problém však je že rivalky Lexi a Chyna se v ničem nedokážou shodnout. Mezitím Fletcherovi někdo ukradne v parku peněženku. Fletcher a Cameron podezírají maskota „Draka Duncana“ a přenásledují ho po celém parku. Později se však ukazuje, že Fletcher má peněženku celý čas u sebe. |            |                              |                        |                    |                    |                        |                                   |
| 36 | 10         | confinemANT                  | Vězení R.A.K.          | 24. srpna 2012     | 9. února 2013      | Victor Gonzalez        | Tim Pollock & Jeff Hodsden        |
| Poté, co Olivka nedopatřením na kole narazí do ředitelky Skidmorové, zbádá Olivka její papíry, na kterých stojí, že škola nemá dost peněz a tak brzy zruší umělecký i hudební program. Znamenalo by to tedy že Chyna i Fletcher by opustili školu. Tehdy se Chyna, Olivka a Fletcher ředitelce postaví a jsou odhodlaný jít na školní radu a zabránit plánům ředitelky. Skidmorová jim to však nechce dovolit a tak je zamyká ve farmě rak. Není cesty ven. Cameron zatím hlásí školní hlášení, no když Lexi vidí, jak je díky tomu populární ihned se mu snaží jeho práci vyfouknout. Chyna, Olivka, Fletcher a Angus se nakonec dostávají z farmy díky Cameronovy a pospíchají na školní radu. Ani to však nepomůže a tak to vypadá, že programy pro zpěváky a umělce budou zrušeny a Chyna s Fletcherem budou muset opustit školu. Vše nakonec zachrání právě Skidmorová, která přesvědčí radu, a tak ukazuje, že uvnitř není až taká zlá. |            |                              |                        |                    |                    |                        |                                   |
| 37 | 11         | intelligANT                  | Inteligentka           | 7. září 2012       | 23. února 2013     | Rich Correll           | Stephen Engel & Mark Jordan Legan |
| Gibson přináší rakům IQ testy. Když jsou hotové výsledky, Chyna exceluje no na překvapení všech, Olivka je dokonce horší jako Fletcher. To Olivce úplně srazí sebevědomí. Myslí si, že je hloupá a tak se začne bavit s Paisley, aby měla kamarádku „na její úrovni“. Chyna, jelikož dosáhla úžasné výsledky, byla vybraná do okresního kola soutěže inteligence. Nedokáže se však všechno naučit, a tak se ztrapní. Olivka se na to nedokáže dívat a tak jí přichází na pomoc. Soutěž zvítězí a tak se ukazuje, že hloupá není. Vychází najevo, že výsledky zfalšoval Angus. Cameron, Lexi a Gibson zatím vytváří Curlingový tím ve snaze ulít se z tělocviku a dostat se na Olympiádu. Když se o tom dozví Violet, nechce připustit, že by byli ve sportu lepší jako ona a tak vytváří vlastní tým… |            |                              |                        |                    |                    |                        |                                   |
| 38 | 12         | significANT other            | R.A.K. mých snů        | 21. září 2012      | 2. března 2013     | Rich Correll           | Stephen Engel & Mark Jordan Legan |
| Fletcher pozývá Chynu na rande no ta pořád odmítá, protože si myslí, že by jim to narušilo přátelství. Fletcher se však nevzdává a pořad ji otravuje, co už to nemůže vydržet, a tak si žádá o radu Lexi. Ta jí radí, ať na rande jde, a pak ji už dá Fletcher pokoj. Po rande je však všechno ještě horší. Chyna opět dává na radu Lexi a snaží se být hrozná, aby se s ní Fletcher rozešel. To se ale také nepodaří a tak žádá Chyna Lexi, aby se s Fletcherem rozešla ona za ní. Lexi však bez citu Fletcherovi řekne, že ho Chyna nikdy chtít nebude. To ho moc ranní. Chyna teď musí vše urovnat, protože o Fletchera jako o kamaráda přijít nechce. Mezitím chce Olivka s pomocí Paisley využít Camerona na vědecké účely, tak aby o tom nevěděl. Nakonec však využijí Cameron a Paisley samotnou Olivku. |            |                              |                        |                    |                    |                        |                                   |
| 39 | 13         | mutANT farm 2                | Farma Mutant 2         | 5. října 2012      | 22. března 2013    | Rich Correll           | Stephen Engel & Mark Jordan Legan |
| Chyna se zamiluje do lidského kluka jménem Island. Problém však je, že vztahy mezi lidmi a mutanty jsou zakázané. Chyna mu teda lže, že i ona je člověk. Do kluka se však zamiluje i Lexi a tak s pomocí Fletchera sabotují rande Chyny a Islanda tak, že mu prozradí, že Chyna je mutant. Island ve strachu před Chynou utíká. Chyna se však svého kluka nechve vzdát a tak se s pomocí Olivky promění na člověka. To však ještě netuší že Island udělal to samé a nechal se proměnit na mutanta. Po škole se mezitím potulují Olivčiny klony, které sama nedopatřením vytvořila. Chybí: Carlon Jeffery jako Cameron Parks Píseň: I Got My Scream On Poznámka: Tato epizoda je pokračováním epizody Farma mutant |            |                              |                        |                    |                    |                        |                                   |
| 40 | 14         | detective agANTcy            | Detektiv Darryl        | 26. října 2012     | 6. dubna 2013      | Leonard R. Garner, Jr. | Stephen Engel & Mark Jordan Legan |
| Poté, co otec Chyny Darryl dá na radu své dcery a jde za svým snem, dává v práci výpověď. Neuvědomil si ale, co je jeho snem a tak neví, co bude dělat. Chyna však brzy objevuje, že má dobré detektivní schopnosti. Aby přesvědčila ředitelku i Darryla samotného, že je dobrý detektiv schová hudební nástroje a nahlásí mu to jako krádež. Problém však nastává, když nástroje někdo opravdu ukradne. Vyřeší tuto záhadu detektiv Darryl? Lexi a Paisley zatím bojují o Cameronovu přízeň, protože obě chtějí porazit tu druhou v počtu přátel na sociální síti. |            |                              |                        |                    |                    |                        |                                   |
| 41 | 15         | scavANTger hunt              | Lovci pokladů          | 2. listopadu 2012  | 21. září 2013      | Rich Correll           | Mark Jordan Legan & Stephen Engel |
| Speciální hostující hvězdy: R2-D2, C-3PO |            |                              |                        |                    |                    |                        |                                   |
| 42 | 16         | chANTs of a Lifetime, Part 1 | Životní šance, 1. část | 23. listopadu 2012 | 4. května 2013     | Rich Correll           | Dan Signer & Jeny Quine           |
| Chyna i ostatní děti ze školy se snaží dostat na koncert světoznámé dívčí skupiny Trifecta. Když není jedna členka Darlene schopná zpívat, a zpěvačky Sierra a Lauryn v davu potkají Chynu a její talent, nabízí je ponuku nahradit na jeden koncert Darlene a vystupovat s nimi. Jelikož Chyna skupinu miluje, přímá. Chyna se hned po koncertu stává slavnou, a to i ve škole. Brzy jí však navštěvují Sierra a Lauryn. Oznamují ji, že Darlene opustila skupinu navždy a tak nabízí Chyně místo v kapele napořád. Chyna se tedy musí se všemi rozloučit a odejít na veliké turné… Chybí: Carlon Jeffery jako Cameron Parks Píseň: Go, How Do I Get There From Here Poznámka: Tato epizoda je 1. část dvojité epizody v USA vysílané jako hodinový speciál |            |                              |                        |                    |                    |                        |                                   |
| 43 | 17         | chANTs of a Lifetime, Part 2 | Životní šance, 2. část | 23. listopadu 2012 | 4. května 2013     | Rich Correll           | Dan Signer & Jeny Quine           |
| Po odchodu Chyny na turné všem, kromě Lexi chybí. Ta využívá šanci, že je její největší konkurentka pryč a napíše Muzikál o sobě, přičemž do hlavních rol obsazuje Camerona, Anguse a Paisley. Mezitím se Chyna, Sierra a Lauryn během turné dostávají do problému. Někdo jim totiž na autobuse odmontoval brzdy a prořídil navigaci. Netuší ještě, že za vším stojí bývalá členka Darlene. I když Sierra a Lauryn řekli Chyně že odešla sama, pravdou je, že ji vyhodili. A teď se jim za to chystá Darlene pořádně pomstít. Poznámka: Tato epizoda je 2. část dvojité epizody v USA vysílané jako hodinový speciál |            |                              |                        |                    |                    |                        |                                   |
| 44 | 18         | early retiremANT             | Předčasný důchod       | 11. ledna 2013     | 17. srpna 2013     | Rich Correll           | Jeff Hodsden & Tim Pollock        |
| Chyně i ostatním rakům začíná vadit, že je ředitelka pořád ve všem omezuje, za vše musí platit a zakazuje jim dělat sporty, nebo cokoli jiného. Chyna dostane nápad, že by mohli ředitelku Skidmorovou přesvědčit, aby odešla do předčasného důchodu. Když jí řeknou, že má nemoc z přepracování, nakonec se rozhodne odejít. Jako nová ředitelka brzy přichází Gladys, babička Chyny a Camerona. I když je Gladys mnohem milejší ředitelkou, začne své vnoučata ve škole ztrapňovat a tak Chyna nastolí plán jak se jí zbavit a získat Skidmorovou zpět. Skidmorová se mezitím připojí k partě důchodkyň no brzy ji i její nové kamarádky začne otravovat Olivka. Speciální hostující hvězda: Vernee Watson-Johnson jako babička Gladys |            |                              |                        |                    |                    |                        |                                   |
| 45 | 19         | influANTces                  | Vzory raků             | 1. února 2013      | 6. července 2013   | Adam Weissman          | Vincent Brown                     |
| Studenti mají za úkol udělat projekt o Afroameričanech. Olivka šije deku, na které zobrazuje své vzpomínky, podle staré černošské tradice. Využije ale všechny vzpomínky, které zesměšňují Flethera, což se jemu nelíbí. Chyna chce složit k projektu píseň, no nemá žádnou inspiraci. Když se ale zavírá do zkušebny, zdá se jí, že se vrátila v čase a je slavnou Sfroameričankou. Nejdříve je Ella Fitzderaldová, pak Aretha Franklinová a nakonec Janet Jackson. Poté, co se probouzí získává inspiraci na píseň. |            |                              |                        |                    |                    |                        |                                   |
| 46 | 20         | idANTity crisis              | Krize identity         | 5. dubna 2013      | 24. srpna 2013     | Stephen Engel          | Tim Pollock & Jeff Hodsden        |
| Ředitelka Skidmorová oznamuje rakům, že do školy zaobstarala novou zmrzlinu zdarma. Poté se začnou dít ve škole divné věci. Violet začne chodit jako zombie bez duše. Když to pokračuje a všichni raci ztratí mysl Chyna zjišťuje, že za vším stojí Skidmorová, která rakům vysává mysl a dává ji do zmrzliny, aby ji poté mohla sníst a získat talenty všech raků. Chyna v nouzi sní všechny zmrzliny a tak jsou nyní všechny raci v její hlavě. Nakonec se Chyne a všem v její hlavě podaří porazit Skidmorovou a vrátit všem mysle, no každý sní špatnou zmrzlinu a tak jsou všichni vyměněni. Nakonec se ukazuje, že tohle všechno byl jen příběh, který vymyslela Chyna a vypráví ho rakům. Lexi má mezitím noční můry s Cameronem. |            |                              |                        |                    |                    |                        |                                   |
| 47 | 21         | restaurANTeur                | Raci v restauraci      | 26. dubna 2013     | 31. srpna 2013     | Victor Gonzalez        | Kat Lombard, Amanda Steinhoff     |
| Olivka se v restauraci u Hrocha zamiluje do kuchaře, kluka jménem Graham. Když Flatcher a Chyna dopomohou k tomu, aby se dali dohromady brzo to litují. Zjistí totiž, že nedokáže ovládat své emoce a je příšerný. Chyna a Fletcher se to snaží Olivce říct, no ta ho místo toho zapojí do programu R.A.K. Tehdy se rozhodnou Flatcher a Chyna zakročit a ukázat Olivce, jaký ve skutečnosti Graham je. Lexi se mezitím snaží přesvědčit Hrocha, aby z ní udělal zpívající číšnici, no Hroch má zcela jiné nápady. |            |                              |                        |                    |                    |                        |                                   |